# Молес, Освальдо
Освальдо Молес (Сантус, 14 марта 1913 — 14 мая 1967) — бразильский журналист и радиоведущий. Он считается «отцом» радиоведущего Адонирана Барбоза, также внес важный вклад в развитие бразильского радио, журналистики, литературы и кино..

## Биография
Освальдо Молес родился в Сантусе в 1913 году, но вскоре переехал с родителями в Сан-Паулу. Его предки были итальянскими иммигрантами. У него были прекрасные отношения с семьей своей жены Аниты Рамос.
Он познакомился с модернистами и начал свою журналистскую карьеру в Национальной газете. Под влиянием этнографических путешествий Марко де Андраде он объездил по северо-востоку и жил в Сальвадоре, в штате Баия.
В 1937 году он участвовал в создании PRG-2 Rádio Tupi в Сан-Паулу, а в 1941 году по приглашению Октавио Габуса Мендеса начал работать в PRB-9 Rádio Record, где познакомился с Адонираном Барбозой. В 1940-х годах пресса Сан-Паулу ему дали прозвище «миллионер-создатель программ» для Моле и «миллионер-создатель типов» для Барбозы. Вместе они написали тексты многих песен, например, Тиро ао А́льваро.
Он умер в 1967 году, совершив самоубийство, и пресса замолчала этот факт; Несколько слухов, в которых говорится, что он был в долгах или имел проблемы с алкоголизмом, что не соответствует действительности. Будучи закулисной фигурой, хотя и хорошо известной в то время, молчание прессы способствовало тому, что его работа подвергалась остракизму до сегодняшнего дня.;.

## Премии

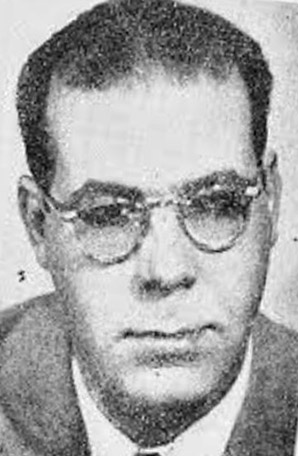
Освальдо Молес 1950

- 1950 — Рокетт Пинто — Программист / Рокетт Пинто — юмористический редактор
- 1952 — «Saci» — за лучший сценарий / Рокетт Пинто-популярный программист
- 1953 — Премия губернатора штата — за сценарий «одноглазый Симон»
- 1955 — Рокетт Пинто-Программист Джерал / Os melhores paulistas из 55-Манчете RJ, Категория Радио.
- 1956 — Рокетт Пинто-Программист Джерал
- 1957 — Программа «Радость окрестностей» — продюсер Радио запись / PRF3-TV лучшие за неделю